# Zaprti vzajemni pokojninski sklad za javne uslužbence
Zaprti vzajemni pokojninski sklad za javne uslužbence (ZVPSJU) je pokojninski sklad, namenjen izključno javnim uslužbencem. Ustanoviteljica sklada je Vlada Republike Slovenije, upravljavka sklada pa je Modra zavarovalnica. Namen ustanovitve ZVPSJU je zbiranje sredstev iz dohodkov javnih uslužbencev na njihovih osebnih računih in skozi njihovo upravljanje zagotavljanje pravice do dodatne starostne pokojnine ali drugih pravic, določenih s pokojninskim načrtom.